# Luca Rossettini
Luca Rossettini (Padova, 9 maggio 1985) è un allenatore di calcio ed ex calciatore italiano, di ruolo difensore, tecnico della Roma femminile.

## Caratteristiche tecniche
Difensore centrale, ha talvolta giocato come terzino destro. Preferiva essere impiegato nella difesa a quattro.

## Carriera

### Club

#### Padova
Originario di Noventa Padovana, cresce calcisticamente nelle file dell'US Arcella, per poi approdare nel 1996 nelle giovanili del Padova. Il 14 novembre 2004 esordisce in prima squadra nel derby con il Cittadella vinto 2-0. Lascia i biancoscudati nel 2007 dopo aver disputato tre stagioni in Serie C1, in cui ha totalizzato 44 presenze e messo a segno 3 reti.

#### Siena e Cagliari
Dopo essere stato cercato dal Lecce e aver lasciato la facoltà di ingegneria, il 27 agosto 2007 si trasferisce in comproprietà al Siena, dove ritrova il suo ex allenatore Andrea Mandorlini. Esordisce in Serie A il 15 settembre 2007 nella partita casalinga contro il Milan, terminata col punteggio di 1-1. Il 25 giugno 2008 il Siena riscatta la seconda metà del suo cartellino. Il 14 dicembre 2008 durante l'incontro Palermo-Siena subisce la rottura del legamento crociato anteriore del ginocchio sinistro. Dopo l'intervento di ricostruzione, viene annunciato uno stop di almeno quattro mesi.
Rientra dall'infortunio nel finale di stagione. Durante la seconda gara del torneo successivo subisce una ricaduta al ginocchio operato e in seguito ad altri due interventi chirurgici salta il resto dell'intero campionato 2009-2010, conclusosi con la retrocessione in Serie B del club senese. Nella serie cadetta ritrova il posto da titolare, diventando uno dei protagonisti della cavalcata che riporta dopo appena un anno di purgatorio la compagine guidata da Antonio Conte in Serie A. Nonostante il cambio alla guida della squadra affidata a Giuseppe Sannino, si riconferma titolare anche nella massima serie, mettendo inoltre a segno il 26 febbraio 2012 nella larga vittoria per 4-1 contro il Palermo, la sua prima rete in Serie A.
Il 21 giugno 2012 viene acquistato a titolo definitivo dal Cagliari per circa 1,5 milioni di euro. Esordisce con i rossobù il 18 agosto nel terzo turno di Coppa Italia: Cagliari-Spezia (2-1). Debutta in campionato il 26 agosto seguente nella partita Genoa-Cagliari (2-0).
In occasione della trasferta contro il ChievoVerona del 4 maggio 2013 raggiunge le 100 presenze in Serie A. Nella stagione 2013-2014 risulta essere il calciatore del Cagliari con maggiori presenze in campionato (36 su 38).
Il 24 luglio 2014 prolunga il contratto con il club sardo fino al 2017.
Il 18 dicembre 2014 segna il suo primo gol con la maglia del Cagliari, nella sconfitta interna contro la Juventus per 1-3.
In tutto con la maglia del Cagliari ha disputato 101 partite e segnato 3 gol.

#### Bologna, Torino e Genoa
Il 23 giugno 2015, dopo la retrocessione in Serie B del club sardo, passa al Bologna, neopromosso in Serie A, che lo acquista per 2,5 milioni di euro. Esordisce il 22 agosto nella partita persa per 2-1 contro la Lazio. Sigla il 2-0 nella gara casalinga contro il Napoli il 6 dicembre (vinta poi 3 a 2 dal Bologna), mettendo così a segno il suo primo gol con la maglia dei felsinei. Si ripete la settimana successiva, segnando la rete del successo nella partita vinta contro il Genoa (0-1).
Il 16 agosto 2016 viene acquistato a titolo definitivo dal Torino per due milioni di euro, con la firma di un contratto biennale. Esordisce con la maglia granata il 21 agosto seguente partendo da titolare nella gara Milan-Torino (3-2), valida per la prima giornata di campionato. Nel corso della stagione si guadagna stabilmente i galloni della titolarità a discapito del compagno Cesare Bovo e gioca con regolarità al centro della difesa granata. il 18 dicembre 2016, nella sconfitta del Toro per 5-3 allo Stadio San Paolo di Napoli, mette a segno la sua prima rete con la nuova maglia al 31' del secondo tempo.
Il 18 agosto 2017 passa al Genoa. Il 21 agosto debutta con la maglia rossoblù, nella prima di campionato contro il Sassuolo, finita 0-0. Chiude la stagione con 23 presenze in campionato e 2 in Coppa Italia.

#### Chievo e Lecce
L'8 agosto 2018 passa al Chievo con la formula del prestito con diritto di riscatto. Esordisce con la maglia clivense il 12 agosto seguente, nella partita di Coppa Italia vinta per 1-0 in casa contro il Pescara. Totalizza 21 presenze in campionato; l'ultima presenza con il Chievo risale all'8 febbraio 2019 contro la Roma, nella gara persa in casa per 3-0.
Il 12 luglio 2019 viene prelevato dal Lecce, neopromosso in Serie A, a titolo definitivo. Debutta con i salentini il 26 agosto seguente, alla prima di campionato, nella partita persa per 4-0 a Meazza contro l'Inter. Colleziona 26 presenze in campionato nell'annata terminata con la retrocessione in Serie B, mentre nella prima parte dell'annata seguente mette a referto solo 2 presenze in Coppa Italia.

#### Ritorno al Padova
Il 12 gennaio 2021 viene ceduto al Padova. L'11 agosto dello stesso anno, annuncia il proprio ritiro dall'attività agonistica, al fine di intraprendere una carriera da allenatore.

### Nazionale
Rossettini ha esordito in nazionale Under-21 nell'amichevole Italia-Olanda del 5 febbraio 2008 a Ferrara, scendendo in campo nel secondo tempo.
Il 14 novembre 2014 riceve la sua prima convocazione in nazionale maggiore dal CT Antonio Conte in vista dell'amichevole del 18 novembre contro l'Albania.

### Allenatore
L'11 agosto 2021, dopo aver annunciato il proprio ritiro dall'attività agonistica, Rossettini diventa contestualmente il nuovo tecnico dell'Under-17 del Padova.
Nel settembre del 2022, consegue al centro del Settore Tecnico della FIGC a Coverciano il patentino UEFA A, venendo così abilitato ad allenare formazioni giovanili e squadre fino alla Lega Pro, nonché a svolgere il ruolo di allenatore in seconda in Serie A e B.
Il 4 luglio 2025, viene ingaggiato come nuovo allenatore della Roma femminile, in Serie A, con cui firma un contratto biennale.

## Statistiche

### Presenze e reti nei club
| Stagione        | Squadra         | Campionato      | Campionato | Campionato | Coppe nazionali | Coppe nazionali | Coppe nazionali | Coppe continentali | Coppe continentali | Coppe continentali | Altre coppe | Altre coppe | Altre coppe | Totale | Totale |
| Stagione        | Squadra         | Comp            | Pres       | Reti       | Comp            | Pres            | Reti            | Comp               | Pres               | Reti               | Comp        | Pres        | Reti        | Pres   | Reti   |
| --------------- | --------------- | --------------- | ---------- | ---------- | --------------- | --------------- | --------------- | ------------------ | ------------------ | ------------------ | ----------- | ----------- | ----------- | ------ | ------ |
| 2004-2005       | Padova          | C1              | 7          | 0          | CI-C            | 0               | 0               | -                  | -                  | -                  | -           | -           | -           | 7      | 0      |
| 2005-2006       | Padova          | C1              | 14         | 2          | CI+CI-C         | 1+0             | 0               | -                  | -                  | -                  | -           | -           | -           | 15     | 2      |
| 2006-2007       | Padova          | C1              | 23         | 1          | CI-C            | 0               | 0               | -                  | -                  | -                  | -           | -           | -           | 23     | 1      |
| 2007-2008       | Siena           | A               | 25         | 0          | CI              | 1               | 0               | -                  | -                  | -                  | -           | -           | -           | 26     | 0      |
| 2008-2009       | Siena           | A               | 17         | 0          | CI              | 1               | 0               | -                  | -                  | -                  | -           | -           | -           | 18     | 0      |
| 2009-2010       | Siena           | A               | 2          | 0          | CI              | 0               | 0               | -                  | -                  | -                  | -           | -           | -           | 2      | 0      |
| 2010-2011       | Siena           | B               | 33         | 0          | CI              | 2               | 0               | -                  | -                  | -                  | -           | -           | -           | 35     | 0      |
| 2011-2012       | Siena           | A               | 31         | 1          | CI              | 2               | 0               | -                  | -                  | -                  | -           | -           | -           | 33     | 1      |
| Totale Siena    | Totale Siena    | Totale Siena    | 108        | 1          |                 | 6               | 0               |                    | -                  | -                  |             | -           | -           | 114    | 1      |
| 2012-2013       | Cagliari        | A               | 28         | 0          | CI              | 3               | 0               | -                  | -                  | -                  | -           | -           | -           | 31     | 0      |
| 2013-2014       | Cagliari        | A               | 36         | 0          | CI              | 1               | 0               | -                  | -                  | -                  | -           | -           | -           | 37     | 0      |
| 2014-2015       | Cagliari        | A               | 32         | 3          | CI              | 2               | 0               | -                  | -                  | -                  | -           | -           | -           | 34     | 3      |
| Totale Cagliari | Totale Cagliari | Totale Cagliari | 96         | 3          |                 | 6               | 0               |                    | -                  | -                  |             | -           | -           | 102    | 3      |
| 2015-2016       | Bologna         | A               | 29         | 3          | CI              | 1               | 0               | -                  | -                  | -                  | -           | -           | -           | 30     | 3      |
| 2016-2017       | Torino          | A               | 30         | 1          | CI              | 1               | 0               | -                  | -                  | -                  | -           | -           | -           | 31     | 1      |
| 2017-2018       | Genoa           | A               | 23         | 0          | CI              | 2               | 0               | -                  | -                  | -                  | -           | -           | -           | 25     | 0      |
| 2018-2019       | Chievo          | A               | 21         | 0          | CI              | 2               | 0               | -                  | -                  | -                  | -           | -           | -           | 23     | 0      |
| 2019-2020       | Lecce           | A               | 26         | 0          | CI              | 1               | 0               | -                  | -                  | -                  | -           | -           | -           | 27     | 0      |
| 2020-gen. 2021  | Lecce           | B               | 0          | 0          | CI              | 2               | 0               | -                  | -                  | -                  | -           | -           | -           | 2      | 0      |
| Totale Lecce    | Totale Lecce    | Totale Lecce    | 26         | 0          |                 | 3               | 0               |                    | -                  | -                  |             | -           | -           | 29     | 0      |
| gen.-giu. 2021  | Padova          | C               | 19+5       | 0          | -               | 0               | 0               | -                  | -                  | -                  | -           | -           | -           | 24     | 0      |
| Totale Padova   | Totale Padova   | Totale Padova   | 63+5       | 3          |                 | 1               | 0               |                    | -                  | -                  |             | -           | -           | 69     | 3      |
| Totale carriera | Totale carriera | Totale carriera | 396+5      | 11         |                 | 22              | 0               |                    | -                  | -                  |             | -           | -           | 423    | 11     |

### Statistiche da allenatore

#### Calcio femminile
Statistiche aggiornate al 4 luglio 2025.
| Stagione        | Squadra         | Campionato      | Campionato | Campionato | Campionato | Campionato | Coppe nazionali | Coppe nazionali | Coppe nazionali | Coppe nazionali | Coppe nazionali | Coppe continentali | Coppe continentali | Coppe continentali | Coppe continentali | Coppe continentali | Altre coppe | Altre coppe | Altre coppe | Altre coppe | Altre coppe | Totale | Totale | Totale | Totale | % Vittorie | Piazzamento |
| Stagione        | Squadra         | Comp            | G          | V          | N          | P          | Comp            | G               | V               | N               | P               | Comp               | G                  | V                  | N                  | P                  | Comp        | G           | V           | N           | P           | G      | V      | N      | P      | %          | Piazzamento |
| --------------- | --------------- | --------------- | ---------- | ---------- | ---------- | ---------- | --------------- | --------------- | --------------- | --------------- | --------------- | ------------------ | ------------------ | ------------------ | ------------------ | ------------------ | ----------- | ----------- | ----------- | ----------- | ----------- | ------ | ------ | ------ | ------ | ---------- | ----------- |
| 2025-2026       | Roma            | A               | 0          | 0          | 0          | 0          | CI+SAWC         | 0+0             | 0+0             | 0+0             | 0+0             | UWCL               | 0                  | 0                  | 0                  | 0                  | SI          | 0           | 0           | 0           | 0           | 0      | 0      | 0      | 0      | —          | in corso    |
| Totale carriera | Totale carriera | Totale carriera | 0          | 0          | 0          | 0          |                 | 0               | 0               | 0               | 0               |                    | 0                  | 0                  | 0                  | 0                  |             | 0           | 0           | 0           | 0           | 0      | 0      | 0      | 0      | —          |             |